# Pachybrachis marmoratus
Pachybrachis marmoratus är en skalbaggsart som beskrevs av Martin Jacoby 1889. Pachybrachis marmoratus ingår i släktet Pachybrachis och familjen bladbaggar. Inga underarter finns listade i Catalogue of Life.